# Calea ferată militară Iacobeni–Prislop–Borșa
Calea ferată militară Iacobeni–Prislop–Borșa (în germană Prislopbahn) a fost o cale ferată militară cu ecartament îngust ce lega localitățile Iacobeni și Borșa, prin valea Bistriței Aurii, Cârlibaba și Pasul Prislop (1416 m). Lungimea totală a liniei curente era de 77,1 km.
Construcția ei s-a impus cu necesitate, datorită întreruperii singurei legături feroviare existente dintre Bucovina și restul Austro-Ungariei, drept urmare a ocupării de către trupele ruse în anul 1914 a celei mai mari părți din Galiția. În consecință, între 15 februarie 1915 și 1 mai 1916 a fost construită acestă rută militară alternativă, capabilă de a realiza o legătură strategică cu restul teritoriului aflat în spatele frontului. Peste 2.000 de soldați au fost dislocați în taberele situate la Borșa, Cârlibaba și Prislop, cu scopul de a apăra calea ferată și de a consolida linia frontului.
Calea ferată a funcționat până în lunile noiembrie-decembrie 1918, moment în care materialul rulant a fost retras în Ungaria și clădirile anexe au fost în majoritatea lor distruse. În timplul anilor 1930-1931 linia a fost demontată, materialul de cale ferată fiind folosit fie pentru construcția căii ferate de pe valea Vaserului, fie la reparația unor linii din zona Cernăuți.

## Context
Deși au existat mai multe planuri antebelice de unire prin intermediul unei căi ferate a Bucovinei cu Transilvania, acestea au întâmpinat opoziția fermă și repetată a Ungariei, care nu dorea să existe o legătură între românii aflați de o parte și de alta a lanțului carpatic.
În condițiile în care Munții Carpați erau traversați în zona Galiției de patru căi ferate spre Câmpia Panonică și căile ferate ruse permiteau o rapidă și bună concentrare de forțe militare spre Galiția, Bucovina a rămas să joace în Primul Război Mondial rolul unui bastion, greu de atacat dinspre răsărit și ușor de apărat cu forțe reduse, într-un context grevat însă de nesiguranța privind poziția militară a Regatului României.
Cu toate că Bucovina a constituit atât pentru Imperiul Austro-Ungar cât și pentru Imperiul Rus un teatru de război secundar, contextul grevat de lipsa unei legături feroviare directe între Transilvania și Bucovina a reprezentat pentru armata austro-ungară o problemă gravă. Astfel, intrând în Bucovina la sud de Sniatyn și ieșind din provincie pe la Ițcani, traseul căii ferate urma aproximativ axa nord-sud. Dintre cele patru ramificații spre vest ale sale, trei se opreau la poalele Carpaților Orientali, iar una deși ajungea la Vatra Dornei prin Gura Humorului, nu continua mai departe.

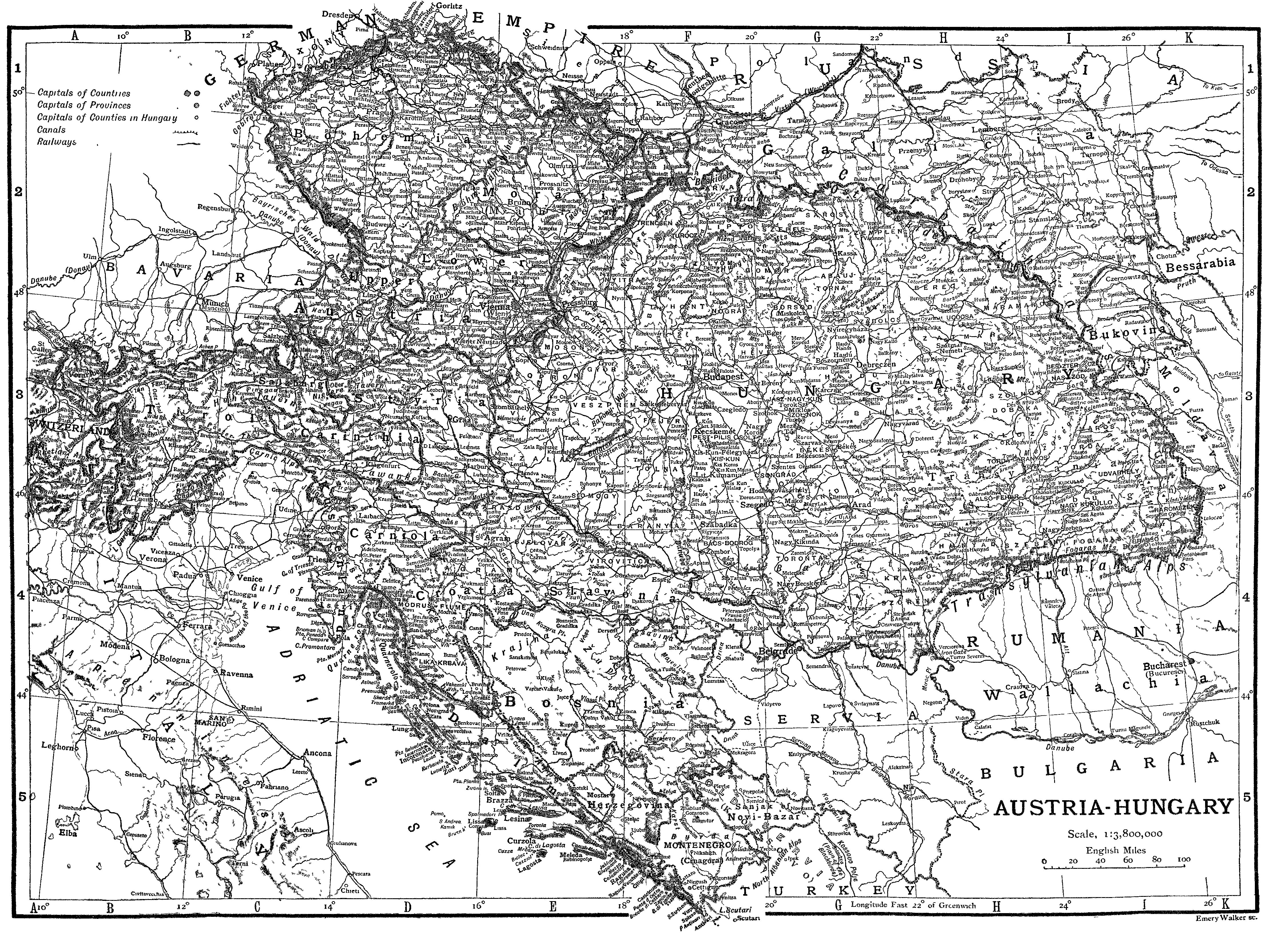
Harta căilor ferate austro-ungare.

În 1914 armata rusă a ocupat o mare parte din Galiția și a întrerupt legăturile dintre Bucovina și restul Dublei Monarhii, care se făceau pe ruta Suceava-Cernăuți-Colomeea-Lemberg-Viena.
Trupele austro-ungare au fost astfel blocate de ruși pe valea Bistriței, de la Cârlibaba la Vatra Dornei, fără alte posibilități de aprovizionare și de evacuare a armamentului greu. Mai mult, aprovizionarea cu minereuri de mangan și dolomită, precum și furnizarea de cherestea sau alte mărfuri ori de cereale și animale din Bucovina a fost oprită, fapt îngrijorător în perspectiva unei crize, de altfel previzibilă în contextul războiului. Ca atare, comandamentul Armatei Comune a luat în calcul construirea rapidă a unor căi ferate care să poată aproviziona pe rute alternative trupele din Bucovina. Pentru a crea legături strategice cu restul teritoriului aflat în spatele frontului și a rezolva nevoile imediate ale armatei, s-au construit astfel în regim de urgență în perioada 1914-1918 o serie de linii ferate, pe rute care păreau imposibil de atacat până atunci.

## Construcție

### Condiții
Pentru a se ajunge mai ușor Transilvania și de aici în inima Imperiului, a fost strict necesar să fie folosite trasee de căi ferate deja existente (Dej-Bistrița Bârgăului, Sighetu Marmației-Borșa și Beclean-Rodna Veche) și de asemenea a fost necesar să se țină cont nu numai de necesitățile de aprovizionare ale armatei, ci și de cele de aprovizionare cu minereu și alte materii prime a uzinelor siderurgice și de armament, aflate în spatele frontului.
Au fost astfel identificate trei variante de traseu care se pretau la construirea unor linii cu caracter militar, anume de la Tiha Bârgăului spre Vatra Dornei,
de la Borșa prin Pasul Prislop pe valea Bistriței spre Iacobeni și de la Floreni spre Ilva Mică (astăzi Lunca Ilvei).
Ca urmare a analizării în detaliu a variantelor de către Zentrale Transportleitung (ZTL), în noiembrie 1914 au fost puse la punct de către un colectiv din care făceau parte alături de alți ofițeri austro-ungari, colonelul-inginer Pühringer, precum și specialiștii în căi ferate Josef Czermak și Belá Modovics, planuri de execuție detaliate.
Dacă primele două variante (prima cu ecartament normal și a doua cu ecartament îngust) au fost construite în timpul războiului, cea de la Floreni la Ilva Mică, cu ecartament normal, a fost finalizată la 20 de ani de la începere, în epoca interbelică.
Existența unui relief accidentat precum și timpul scurt avut la dispoziție nu au permis adoptarea unor trasee oprime din punct de vedere constructiv și pretabile la o viitoare exploatare ușoară (cu declivități mici și curbe largi). Existența specialiștilor precum și a unor soluții tehnice alternative au permis însă adoptarea unor soluții extreme, care au impus folosirea unor drumuri deja existente, urmărirea declivității terenului și executarea unor lucrări de artă cu caracter provizoriu.

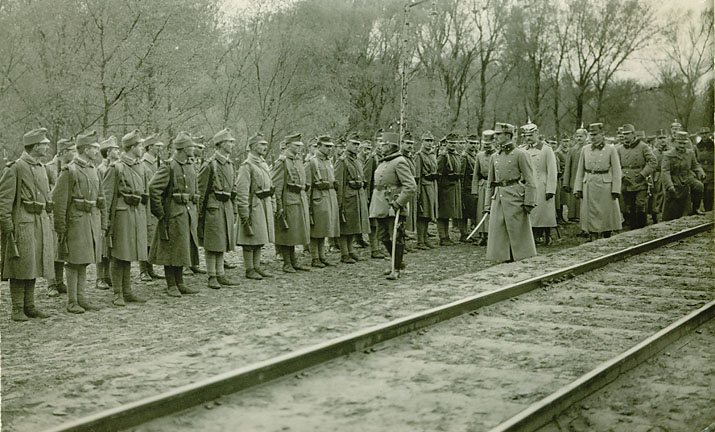
Compania 28 Căi Ferate aflată sub comanda locotenentului-major Felix Tarbuk von Sesenhorst, aici în aprilie 1916 în timpul unei inspecții a ministrului de război al Austro-Ungariei, Alexander Freiherr von Krobatin, la inaugurarea unui pod de cale ferată peste Vistula

### Linia

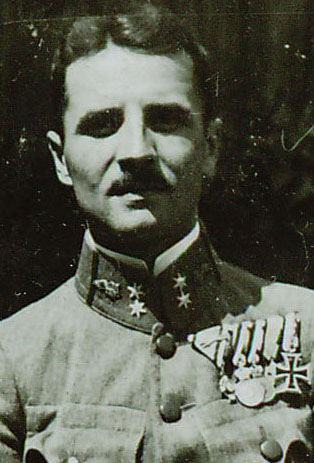
Dintre ofițerii care au proiectat și construit linia s-a remarcat Felix Tarbuk von Sesenhorst

Una dintre liniile deja existente care urmau să conducă spre centrul imperiului a fost reprezentată de calea ferată de la Borșa la Sighetu Marmației, care avea conexiuni spre Satu Mare și Stanislau (azi Ivano-Frankivsk).
Conectată cu aceasta, urma să fie construită spre Iacobeni (de unde se aprovizionau cu mangan topitoriile tranilvănene) o cale ferată de aproximativ 80 de km lungime prin folosirea unui drum deja existent construit în 1847 și refăcut în 1880 de nobilul Manz, cavaler de Mariensee (germană Manz Ritter von Mariensee). Traseul urma să aibă un ecartament îngust de 760 mm, multe curbe cu rază mică și declivități mari, iar aceasta presupunea multă forță de muncă și un timp mai mare de execuție. Misiunea proiectării și construcției căii ferate a revenit locotenentului de pionieri Felix Tarbuk von Sesenhorst, ofițer al Companiei 28 Căi Ferate, austriece.
Construcția liniei a debutat la 15 februarie 1915 și s-a sfârșit la 1 mai 1916, la ea lucrând în condiții foarte grele circa 4.000 de prizionieri de război, precum și localnici din localitățile situate pe valea Bistriței Aurii și aflate de-a lungul viitoarei căi ferate. Pentru a fi dată într-un timp scurt în folosință, ecartamentul ales a fost de 760 mm. A fost folosit material de tip 22 adus din Transilvania de către armata austro-ungară pentru 60 de km, restul fiind luat cu împrumut de la Fondul Religionar din Bucovina. Astfel, a fost preluat material de la demontarea căii ferate Gura Humorului–Poiana Micului, cu o lungime de 22,9 km.
Calea ferată spre Borșa începea din apropierea stației de cale ferată de la Iacobeni de la cota 835 m și trecea ulterior prin incinta Societății Miniere – Secția Preparare. Aici era amenajat un triaj mic, precum și o stație de încărcare pentru minereul de mangan. Traseul continua într-un mod sinuos, cu curbe strânse și declivități de până la 39 mm/m până la cota 1416 m situată în Pasul Prislop. De aici calea ferată cobora spre cota 526 m aflată la Borșa pe o pantă cu declivități de până la 52 mm/m și cu curbe strânse care aveau raza de minim 25 m. Lungimea totală a liniei a fost de 77,1 km, la care s-au adăugat alți 2,9 km reprezentați de linii aflate în stații și halte. 52,8 km se aflau pe teritoriul Maramureșului, restul fiind pe cel al Bucovinei.
Dacă la Borșa au fost construite pentru a deservi linia ferată câteva linii de garare, o rampă de încărcare/descărcare a mărfurilor, un atelier de întreținere și o mică remiză din lemn, în schimb la Prislop a fost amenajată o stație de încrucișare și de revizie cu patru linii de garare, localizată în apropierea unei unități militare care a fost înființată în mod special pentru construcția, întreținerea, reparația și exploatarea căii ferate. Un adevărat orășel format din barăci și iluminat cu ajutorul unor generatoare electrice a fost astfel ridicat aici, în el trăind timp de aproape trei ani peste 560 de oameni. De asemenea, un cimitir militar a fost înființat lângă tabăra militară, aici fiind îngropați zeci de prizonieri de război ruși morți de extenuare și de diverse boli, precum și militari uciși pe front.
| Imagini de pe traseul căii ferate |
| --- |
| - Staţie de alimentare a locomotivelor cu cărbuni, în Borşa - La Borşa în spatele Templului evreiesc - La Gura Fântânii - În urcare de la Gura Fântânii - În coborâre de la Prislop - Staţia Irva Jezului - Lângă derivaţia spre Pasul Rotunda - Terminalul de cale ferată de la Cârlibaba - Staţia de cale ferată Cârlibaba - În Cârlibaba - În Cârlibaba |

## Exploatare

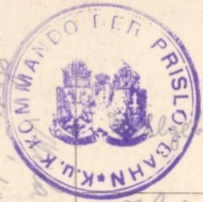
Ștampila administrației militare a căii ferate

Linia, pe care existau următoarele stații sau halte: Iacobeni, Ciocănești, Botoș, Cârlibaba, Țibău, Irva Jesului, Măgura, Pasul Prislop, Strâmtura, Gura Fântânii, Borșa, a fost folosită atât la transportul trupelor, muniției și armamentului, cât și la cel al unor cantități mari de minereu și al unor piese de fontă, având ca proveniență un atelier de la Iacobeni. De asemenea, au fost transportate cereale și alte produse, încercându-se și transportarea de vite, oi și porci.
Garniturile erau compuse din 4-6 vagoane. Alimentarea locomotivelor cu apă a se făcea atât la capetele liniei situate la Borșa și Iacobeni, cât și în puncte special amenajate pe traseu.
Haltele înființate cu scopul de a deservi circulația și pentru a servi la odihna personalului militar austro-ungar al liniei erau de tip cabană cu 2-3 camere, fiind construite din lemn. Aveau o curte de menaj și anexe (grajduri pentru cai, cuptoare de pâine, fântâni și toalete). La Borșa, Cârlibaba și Prislop (în 1915) au fost dislocați în tabere militare peste 2000 de soldați, cu scopul de a apăra calea ferată și de a consolida linia frontului.

## Desființare
În noiembrie-decembrie 1918, materialul rulant existent a fost retras în stația Borșa și de aici a fost evacuat în Ungaria la Debrețin, iar clădirilor stațiilor și haltelor, precum și majorității celor care aparțineau complexului militar de la Prislop, li s-a dat foc.
Calea ferată a rămas nefolosită până în anul 1921. Deși a existat în mod repetat intenția de a o redeschide și de a o rentabiliza, în iulie 1930 a fost decisă închiderea ei. Demontarea ei a început în toamna aceluiași an, urmând ca materialul de cale să fie folosit la construcția altor linii situate pe valea Râșnișoarei și pe Domeniile Regale la Poienile de sub Munte. La 19 martie 1931 cei 52,8 km de cale din Maramureș fuseseră demontați, iar materialele fuseseră depozitate la Borșa. Ocolul Silvic Vișeu de Sus a preluat aceste materiale în custodie, ele fiind folosite însă ulterior la decizia primarului vișeuan Maftei Tomoiagă pentru construcția căii ferate de pa valea Vaserului, până la Măcârlău.
Materialul rezultat din demontarea căii ferate dintre Iacobeni și Țibău a fost depozitat la Iacobeni, servind ulterior la reparația unor linii din zona Cernăuțiului.

## Situație actuală
Acolo unde în acea perioadă se ridica tabăra de la Prislop, astăzi se află o mănăstire, în apropierea căreia se află fostul cimitir militar și câteva spații comerciale.

### Locomotive
Una dintre locomotivele care a circulat în perioada 1916-1918 pe calea ferată Iacobeni-Prislop-Borșa (MÁVAG Nr. 2832, fabricată la Budapesta în 1911) se află astăzi în inventarul căii ferate forestiere Covasna-Comandău, iar o alta produsă în 1909, la Muzeul Locomotivelor cu Abur din Sibiu.

## Legăturiexterne
- Materiale media legate de Calea ferată Iacobeni–Prislop–Borșa la Wikimedia Commons